# Gezora Ganime Kameba Kessen! Nankai no Kaijuu
Space Amoeba är en japansk film från 1970, regisserad av Ishiro Honda.

## Rollista (urval)
- Akira Kubo - Taro Kudo
- Atsuko Takahashi -  Ayako Hoshino
- Yoshio Tsuchiya - Kyouichi Miya
- Kenji Sahara - Makoto Obata
- Haruo Nakajima - Gezora, Ganime